# Engelmann
Engelmann ist ein Familienname.

## Herkunft und Bedeutung
Der Familienname Engelmann
- entstand durch patronymische oder metronymische Namensbildung von Vornamen, die mit Engel beginnen, zum Beispiel auch Engelbert oder Engelhard;
- ist ein Hausnamen

- wird bereits vor der Christianisierung in Deutschland nachgewiesen.

## Namensträger

### A
- Andreas Engelmann (* 1954), deutscher Schauspieler
- Andrews Engelmann (1901–1992), deutschbaltischer Schauspieler
- Anke Engelmann (* 1966), deutsche Autorin, Journalistin und Herausgeberin
- Anny Engelmann (1897–1942), österreichisch-tschechoslowakische Illustratorin und Holocaustopfer
- Arno Engelmann (1931–2017), deutsch-brasilianischer Psychologe

### B
- Bernd Engelmann (* 1950), deutscher Eishockeyspieler
- Bernhard Engelmann (1832–1906), deutscher Fabrikant
- Bernhard Engelmann (Politiker), Kandidat der Bierpartei für die Nationalratswahl in Österreich 2024
- Bernt Engelmann (1921–1994), deutscher Schriftsteller und Journalist

### C
- Carl Engelmann (1807–1861 oder 1868), deutscher Mediziner und Badearzt
- Christian Engelmann, herzoglich calenbergischer Hofmusiker
- Christian Engelmann (Schauspieler) (* 1944), deutscher Schauspieler und Aufnahmeleiter
- Christian Gotthold Engelmann (Apotheker, 1787) (1787–1847), deutscher Apotheker und Chemiefabrikant
- Christian Gotthold Engelmann (Apotheker, 1819) (1819–1884), deutscher Apotheker und Chemiefabrikant
- Christine Szabo-Engelmann (1874–1959), österreichische Eiskunstläuferin
- Christine Engelmann (* 1903), österreichische Eiskunstläuferin und Nichte der vorigen, Ehefrau von Karl Schäfer (Eiskunstläufer)
- Claudia Engelmann (* 1980), deutsche Politikerin (Die Linke)

### D
- Dieter Engelmann (* 1936), deutscher Soziologe und Heimatforscher

### E
- Edit Engelmann (* 1957), deutsche Schriftstellerin
- Edmund Engelman (geboren als Edmund Engelmann; 1907–2000), austroamerikanischer Ingenieur und Fotograf
- Eduard Engelmann (Künstler) (1825–1853), deutscher bildender Künstler
- Eduard Engelmann junior (1864–1944), österreichischer Ingenieur und Eiskunstläufer
- Elisabeth Kölblinger-Engelmann (* 1966), österreichische Politikerin (ÖVP), Landtagsabgeordnete, siehe Elisabeth Kölblinger
- Elke Engelmann (* 1945), deutsche Politikerin, Bürgermeisterin von Bad Liebenstein
- Emil Engelmann (Dichter) (1837–1900), deutscher Dichter, Philologe und Unternehmer
- Emil Engelmann (Heimatforscher) (1861–1945), deutscher Lehrer und Heimatforscher
- Emil Engelmann (Politiker), deutscher Politiker (DNVP), Mitglied der Sächsischen Volkskammer
- Ernst Engelmann (1920/1921–1985), deutscher Unternehmensgründer
- Ernst Julius Engelmann (1820–1902), deutscher Maler

### F
- Fabien Engelmann (* 1979), französischer Politiker
- Folker Engelmann (* 1931), deutscher Physiker
- Franz Engelmann (* 1928), US-amerikanischer Biologe, Physiologe, Entomologe und Hochschullehrer
- Frederick Charles Engelmann (1921–2008), kanadischer Politikwissenschaftler
- Friedrich Engelmann (1842–1909), deutscher Arzt und Balneologe
- Fritz Engelmann (Mediziner, 1873) (1873–1945), deutscher Gynäkologe
- Fritz Engelmann (Mediziner, 1874) (1874–1935), deutscher Arzt, Kynologe und Falkner
- Fritz Engelmann (Journalist) (1919–1996), Schweizer Journalist, Schriftsteller und Tagesschau-Sprecher

### G
- Gabriella Engelmann (* 1966), deutsche Autorin
- Georg Engelmann (Komponist) (Georg Engelmann, sen.; um 1570–1632), deutscher Organist und Komponist
- Georg J. Engelmann (1847–1903), deutschamerikanischer Arzt und Autor
- George Engelmann (eigentlich Georg Theodor Engelmann; 1809–1884), deutschamerikanischer Arzt, Botaniker und Meteorologe
- Gerhard Engelmann (Heimatforscher) (1894–1987), deutscher Geograph und Heimatforscher
- Gerhard Engelmann (Fußballspieler) (* 1921), deutscher Fußballspieler
- Godefroy Engelmann (1788–1839), französischer Lithograf
- Gottfried Engelmann (1926–2006), deutscher Politiker (LDPD)
- Guido Engelmann (1876–1959), österreichischer Chirurg

### H
- Hans Engelmann (1872–1914), US-amerikanischer Komponist deutscher Herkunft
- Hans Ulrich Engelmann (1921–2011), deutscher Komponist
- Harald Engelmann (1933–2023), deutscher Schauspieler, Tänzer, Choreograf und Theaterregisseur
- Harri Engelmann (* 1947), deutscher Schriftsteller
- Heinz Engelmann (Animator) (1909–1989), deutscher Werbezeichner, Karikaturist und Animationsfilmer
- Heinz Engelmann (Schauspieler) (1911–1996), deutscher Schauspieler und Synchronsprecher
- Helene Engelmann (verehelichte Jaroschka; 1898–1985), österreichische Paarläuferin
- Helmut Engelmann (* 1937), deutscher Altphilologe und Epigrafiker
- Hermann Engelmann (1935–2012), deutsch-US-amerikanischer Unternehmer
- Hugo O. Engelmann (1917–2002), US-amerikanischer Soziologe und Anthropologe

### I
- Ingeborg Engelmann (1925–1999), deutsche Schauspielerin

### J
- Jacob Engelmann, deutscher Zoologe
- Johann Engelmann (1874–1955), deutscher Politiker (SPD)
- Johannes Engelmann (1832–1912), russischer Jurist
- Jonas Engelmann (* 1978), deutscher Autor und Verleger
- Jörg Engelmann (* 1963), deutscher Fußballspieler
- Joseph Engelmann (1783–1845), deutscher Verleger und Buchhändler
- Julia Engelmann (* 1992), deutsche Schauspielerin
- Julius Bernhard Engelmann (1773–1844), deutscher Pädagoge und Schriftsteller

### K
- Karl Engelmann (1939–2015), deutscher Heimatforscher, Dirigent und Chorleiter
- Klaus Engelmann (* 1943), deutscher Jurist

### L
- Leopold Engelmann, bedeutender Viehhändler aus Weiden in der Oberpfalz
- Linus Engelmann (* 2002), deutscher Volleyballspieler

### M
- Manfred Engelmann (1956–2023), deutscher Funktionär der Banater Schwaben
- Margit Engelmann (* 1953), deutsche Tischtennisspielerin und -funktionärin
- Meikel Engelmann (* 1969), deutscher Schauspieler
- Michael Engelmann (Grafiker) (1928–1966), deutsch-amerikanischer Grafiker
- Michael Engelmann (Politiker) (* 1969), deutscher Politiker (SPD)

### O
- Olf Engelmann (* 1962), deutscher Eishockeyspieler
- Otto Engelmann (1948–2008), deutscher Unternehmer und Firmengründer

### P
- Pál Gábor Engelmann (Paul Engelmann; 1854–1916), ungarischer Politiker (MSZDP)
- Paul Engelmann (1891–1965), österreichischer Architekt und Möbeldesigner
- Peter Engelmann (Pädagoge) (1823–1874), deutschamerikanischer Pädagoge
- Peter Engelmann, bekannt als Peter Eng (1892–1939), österreichischer Karikaturist und Trickfilmzeichner
- Peter Engelmann (Verleger) (* 1947), deutscher Philosoph, Herausgeber und Verleger

### R
- Reiner Engelmann (* 1952), deutscher Lehrer und Autor
- Richard Engelmann (Archäologe) (1844–1909), deutscher Archäologe und Journalist
- Richard Engelmann (Bildhauer) (1868–1966), deutscher Bildhauer
- Rita Engelmann (1942–2021), deutsche Schauspielerin und Synchronsprecherin
- Roger Engelmann (* 1956), deutscher Historiker
- Rudolf Engelmann (1841–1888), deutscher Astronom und Verlagsbuchhändler

### S
- Siegfried Engelmann (1931–2019), US-amerikanischer Pädagoge
- Simon Engelmann (* 1989), deutscher Fußballspieler
- Susanne Engelmann (1905–1989), deutsche Grafikerin
- Susanne Charlotte Engelmann (1886–1963), deutsche Philologin
- Sylvia Engelmann (* 1958), deutsche Schauspielerin, Tänzerin, Fotomodell, Dozentin und Schriftstellerin

### T
- Theodor Engelmann (Journalist) (1808–1889), deutschamerikanischer Jurist, Journalist und Verleger
- Theodor Engelmann (Apotheker) (1851–1931), deutsch-schweizerischer Apotheker
- Theodor Erasmus Engelmann (1805–1862), deutscher Politiker
- Theodor Wilhelm Engelmann (1843–1909), deutscher Physiologe
- Thomas Engelmann (* 1955), deutscher Fußballspieler
- Thorsten Engelmann (* 1981), deutscher Ruderer

### U
- Ursmar Engelmann (1909–1986), deutscher Ordensgeistlicher, Erzabt von Beuron
- Uwe Erwin Engelmann (1951–2024), deutsch-rumänischer Schriftsteller

### W
- Walter Engelmann (Radsportler) (1881–1951), deutscher Radrennfahrer
- Walther Engelmann (1888–1959 in Thale), deutscher Kunstturner
- Wilhelm Engelmann (1808–1878), deutscher Verleger und Buchhändler
- Willi Engelmann (1924–1981), deutscher Polizeioffizier und Generalleutnant der Volkspolizei
- Woldemar Engelmann (1865–1942), deutscher Strafrechts- und Strafprozessrechtswissenschaftler und Rechtshistoriker
- Wolfgang Engelmann (Admiral) (1937–2024), deutscher Flottillenadmiral
- Wolfgang Engelmann (Biologe) (1934–2023), deutscher Chronobiologe, Physiologe und Botaniker
- Wolfgang Engelmann (Politiker) (1942–2020), deutscher Politiker (CDU)
- Wolfgang Engelmann (Schiedsrichter) (* 1949), deutscher Fußballschiedsrichter und Politiker
- Wuert Engelmann (1908–1979), US-amerikanischer American-Football-Spieler und Leichtathlet